# 野宿
野宿（のじゅく）は、屋外で睡眠をとりながら夜を過ごすこと。寝泊まりの意。もっとも原初的な宿泊方法である。

## 概要
古来より旅人が宿がない時代や、宿が見つからない場合、金銭的余裕のない場合などに戸外で睡眠をとりつつ夜を明かすことが少なからずあった。日本における旅宿の起源はは古代末期あるいは中世初期ころとされ、全国的に宿泊施設が整備されるのは近世に至ってからである。「草枕」は旅の枕詞とされている。江戸時代に至っても金銭的余裕がない俳人などはしばしば他家の軒下を借り仮眠した。現代においても、登山者や旅好きの若者、ライダー、遍路の一部などが好んで行う。遍路や僧侶は、功徳が目的の場合もある。

## 近年の野宿
趣味として野宿を行う場合の多くは、テント、寝袋、灯りなどの最低限の宿泊用具を利用することがほとんどである。また、食事を自炊するためのガスコンロ、食器を始めとする炊事用品一式をそろえる場合も多い。また、夏季に蚊による不快を避けるために防虫スプレーを用意する者もいる。段ボール箱は下に敷いたり、複数個を連結して中で寝るなど有力な道具ともなる。さらには自家発電機を使用する者もいる。ライフスタイルの表明として野宿を行う者の多くは、こうした近代的な装備は避け、人工的なキャンプ場などではなく、なるべく他者の干渉のない野原や山中などで行うことを好む傾向がある。

## トラブル・事故
都市公園においての野宿は、都市公園そのものが基本的に宿泊を想定していない行政財産でありトラブル防止の観点からも、しばしば禁止事項（違法行為）として規定されている。
性犯罪が社会問題化しているインドでは、2013年3月15日、中部マディヤプラデシュ州ダティアで15日、夫と自転車で旅行中に野宿していた39歳のスイス人女性が集団レイプされ、地元警察当局により翌16日、20人が拘束された。女性は森林地帯でテントを張り、野宿中を男性の集団に夫の目の前で襲われた。容疑者らは女性のパソコンなども持ち去った。

## ホームレス問題
近年では、都市部でホームレスが否応なく野宿を強いられ、寒い冬の時期には凍死する事故などが社会問題化している。冬季の気温の低い時期には、昼間に睡眠をとり夜は火に当たりながら起きているといった自衛措置をとるものも多い。

## イベント
- 2019年12月7日「The World’s Big Sleep Out」[4]。住まいのない人々や難民を支援することを目的とした、スコットランド発の市民参加型チャリティイベント。50都市・5万人が、冬に外で寝ることで、住まいのない人の寒さや苦しさを体験。日本では初開催となる予定だった「ワールズビッグスリープアウトin東京(2019年12月7日　築地本願寺)」は、天候不良により開催中止。主催は、世界の医療団。つくろいハウス東京ファンド、TENOHASI、ARCH(Advocacy and Research Centre for Homelessness)なども協力。

## 関連書籍
- 『野宿入門』 かとうちあき 2010年 草思社 ISBN 978-4794217769
- 『野宿もん』 かとうちあき 2012年 徳間書店 ISBN 978-4198633417
- 『野宿に生きる、人と動物』 なかのまきこ 2010年 駒草出版 ISBN 978-4903186788